# Ремо Фройлер
Ремо Марко Фройлер (на португалски: Remo Marco Freuler); роден на 15 април 1992 в Гларус)  е швейцарски футболист, играещ на поста полузащитник. Играе за „Болоня“ и националния отбор по футбол на Швейцария. 